# جاله آريكان
جاله آريكان (بالتركية: Jale Arıkan)‏ هي ممثلة ألمانية وتركية، ولدت في 22 أغسطس 1965 بإسطنبول في تركيا.

## وصلات خارجية
- جاله آريكان على موقع IMDb (الإنجليزية)
- جاله آريكان على موقع قاعدة بيانات الأفلام العربية
- جاله آريكان على موقع ألو سيني (الفرنسية)
- جاله آريكان على موقع أول موفي (الإنجليزية)
- جاله آريكان على موقع قاعدة بيانات الأفلام السويدية (السويدية)
- جاله آريكان على موقع قاعدة بيانات الفيلم (الإنجليزية)
- جاله آريكان على موقع كينوبويسك (الروسية)